# Zaječar (district)
Zaječar (Servisch: Зајечарски округ, Zaječarski okrug) is een district in Centraal-Servië. De hoofdstad is Zaječar. Een belangrijke minderheid in het district zijn de Vlachen, die met ruim 6000 personen zijn vertegenwoordigd.

## Gemeenten
Zaječar bestaat uit de volgende gemeenten:
- Boljevac
- Knjaževac
- Zaječar
- Sokobanja

## Bevolking
De bevolking bestaat uit de volgende etnische groepen:
- Serven: 124.427 (90,45 %)
- Vlachen: 7155 (5,20 %)